# Ackja

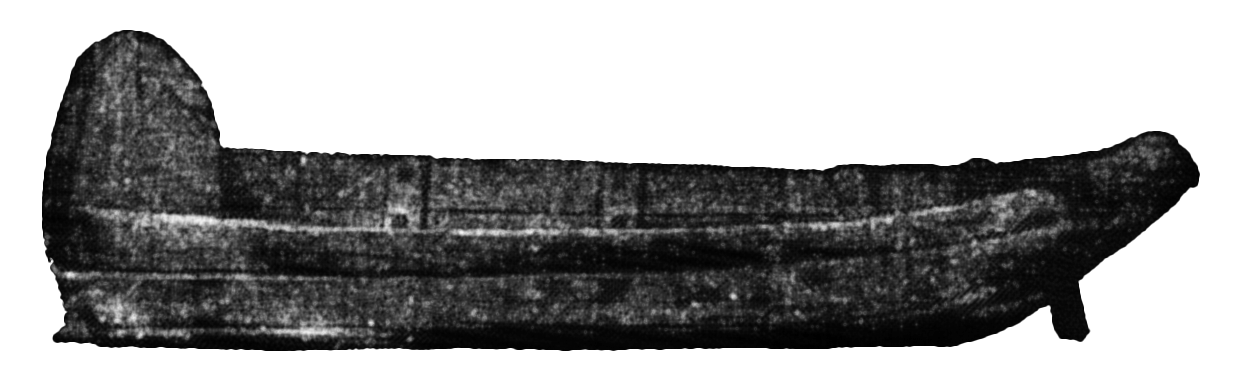
Ackja. Illustration ur Nordisk Familjebok.

Ackja (samiska geres), är en öppen samisk släde eller pulka för transporter vintertid med ren som dragdjur.

## Teknisk beskrivning
Ackjan är byggd som en båt med köl, stäv, spant och bord. Allt efter användningen tar sig ackjan olika former såsom
- Den vanliga åksläden (svenska: pulka, samiska: kieris, finska: pulkka) är gjord av björk, och akterstycket är högre än sidorna, bildande ett ryggstöd.[1]
- En numera ganska sällsynt, elegantare form med främre delen övertäckt eller överspänd med skinn (svenska-samiska: pulke, i norska Finnmarken: dielde-pulka).[1]
- En släde med hela översidan täckt av bräder och försedd med lock (svenska: lås- eller lockpulka, samiska: låhkek, finska: lukko-ahlin, norska: lågkjerris). Denna används för dyrbarare och ömtåligare föremål och mat.[1]
- En rymligare lastsläde utan bakstam (samiska: goatte-kieris) avsedd för den nedtagna kåtan vid flyttningarna.[1]
- En halvöppen variant används för persontransporter, vuodjingeres, och en övertäckt för godstransporter, ráidogeres.

Vid större förflyttningar används flera renar och ackjor som sammankopplas till en rajd.

## Toboggan
I Nordamerika har man brukat en annan typ av snösläde, toboggan, som till skillnad från ackjan är lika bred i fören som i aktern.

## Termens etymologi
Ordet ackja kommer från finskans ahkio. Finskan har i sin tur lånat ordet akjo från fornnordiskan, som då betydde ungefär körsel. I isländskan motsvaras det av ekja och i fornsvenskan av aka (vårt nuvarande åka).